# Joachim Peiper
Joachim Peiper (Berlino, 30 gennaio 1915 – Traves, 14 luglio 1976) è stato un militare tedesco, comandante di unità militari nelle Waffen-SS durante la seconda guerra mondiale. Ufficiale estremamente determinato e fanaticamente devoto alla Germania nazista, si distinse alla testa di unità meccanizzate delle Waffen-SS sia sul fronte orientale che sul fronte occidentale, conseguendo alcuni successi tattici sul campo di battaglia.
Peiper tuttavia si rese responsabile di numerosi crimini di guerra, tra cui la strage di Boves in Italia, il massacro di Malmédy durante la battaglia delle Ardenne e numerosi episodi di brutalità e devastazione in terra sovietica (eloquenti le istruzioni ed uccisioni nei villaggi di Yefremovka e Semyonovka il 17 febbraio 1943, opera del suo battaglione III./2 Panzegergrenadier regiment solito, ad incendiare i tetti in paglia delle case mediante proiettili traccianti).

## Biografia
Nato a Berlino nel 1915, a 18 anni si arruolò nelle SS, divenendo a 25 ufficiale di collegamento delle Waffen-SS come aiutante nello stato maggiore di Himmler. Promosso Hauptsturmführer partecipò alle campagne di Polonia, Francia e Unione Sovietica, ottenendo la Croce di Ferro di I e II classe.
Promosso Sturmbannführer, nel settembre del 1943, alla guida del III Battaglione del 2º Reggimento Granatieri Corazzati della 1. SS-Panzer-Division Leibstandarte SS Adolf Hitler presiedette all'occupazione del Cuneese .
Nel corso della guerra combatté nuovamente sul fronte orientale e nelle Ardenne, dove il 17 dicembre 1944 la sua unità si rese responsabile del massacro di Malmédy.
Condannato all'impiccagione, la sentenza fu in seguito commutata in carcere a vita, ma venne liberato con la condizionale nel dicembre del 1956.
Dopo essere stato liberato, Peiper lavorò per Porsche e Volkswagen. Si trasferì a Traves, in Francia dove si dedicò alla carriera di traduttore freelance con lo pseudonimo di Rainer Buschmann. Riconosciuto da un militante comunista e denunciato sui giornali, Peiper ricevette numerose minacce di morte finché morì il 14 luglio 1976 nell'incendio della sua casa, colpita da bombe Molotov; gli autori dell'attentato non furono mai identificati, ma si sospettò si trattasse di ex partigiani francesi o comunisti.

## Carriera e date di grado
- 23 gennaio 1934 - SS-Mann[6]
- Luglio 1934 - SS-Sturmmann
- Gennaio 1935 - SS-Unterscharführer[7]
- 20 aprile 1936 - SS-Untersturmführer[8]
- 30 gennaio 1939 - SS-Obersturmführer[9]
- Settembre 1939 - SS-Hauptsturmführer
- 1942 - SS-Sturmbannführer
- 30 gennaio 1943 - SS-Obersturmbannführer[9]
- Aprile 1945 - SS-Standartenführer[10]- è da notare come quest'ultima promozione, conferita da Sepp Dietrich, sia da considerarsi illegittima e non valida, in quanto non autorizzata dall'SS-Hauptamt. Ciononostante, secondo le testimonianze di alcuni sottoposti, egli avrebbe comunque indossato le singole foglie da colonnello delle SS.[11]